# Stanislav Jirčík
Stanislav Jirčík (11. ledna 1961 Most – 2023) byl český akademický malíř a restaurátor.

## Život
Vystudoval Akademii výtvarných umění v Praze, u profesorů Dlouhého, Berana a Strettiho. Živí se jako restaurátor, je od roku 1995 držitel restaurátorské licence pro malířská umělecká díla na plátně, dřevě a kovových deskách, nástěnných maleb a sgrafit, polychromovaná sochařská díla.
Mimo jiné pracoval v roce 2021 na restaurování odhalených barokních nástěnných maleb v domě Truhlářská 8.

### Renovace Mánesova kalendária na pražském orloji
V roce 2018 Jirčík dokončil kopii kalendářní desky vytvořené původně českým malířem Josefem Mánesem (1820–1871) na Staroměstském orloji v Praze. Podle zadávací dokumentace měla být deska vytvořena jako řemeslná kopie původní Mánesovy desky. Jirčík na ni však přimaloval vlastní prvky, kterými se od původní podoby výrazně odchýlil. Změnil přitom vzhled zobrazených postav – jejich obličeje, vlasy, věk i pohlaví. Po svém upravil nebo barevně změnil také části jejich oblečení. Jirčík poukazuje na to, že Mánesův originál (v muzeu od roku 1882) prošel rozsáhlým poškozením a velké části nejsou autentické, změnami v kopii částečně vrací dílu originální autorský záměr a částečně se jedná o jeho interpretaci tam, kde již záměr nebylo možné zjístit.

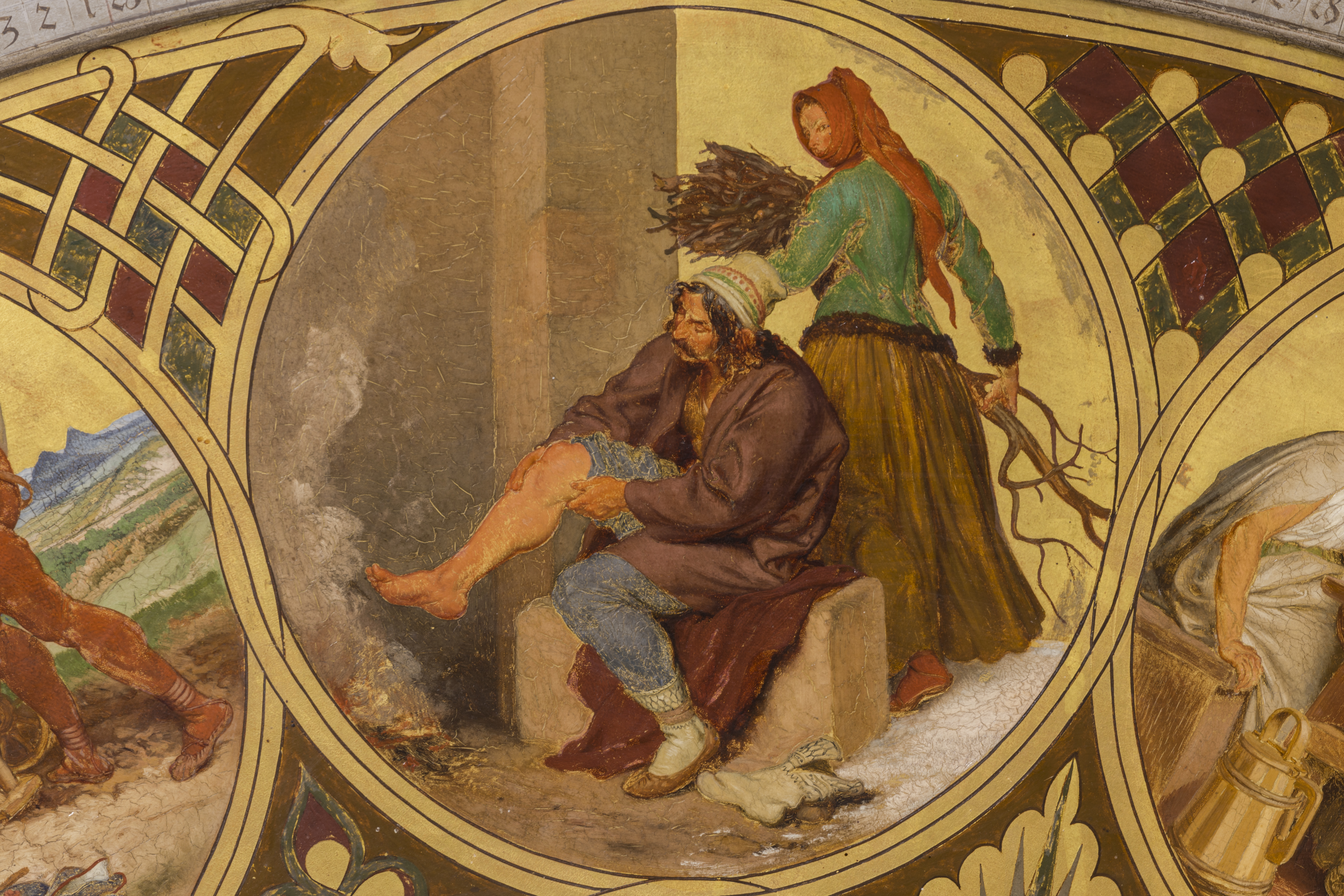
Mánesův alegorický obraz Února

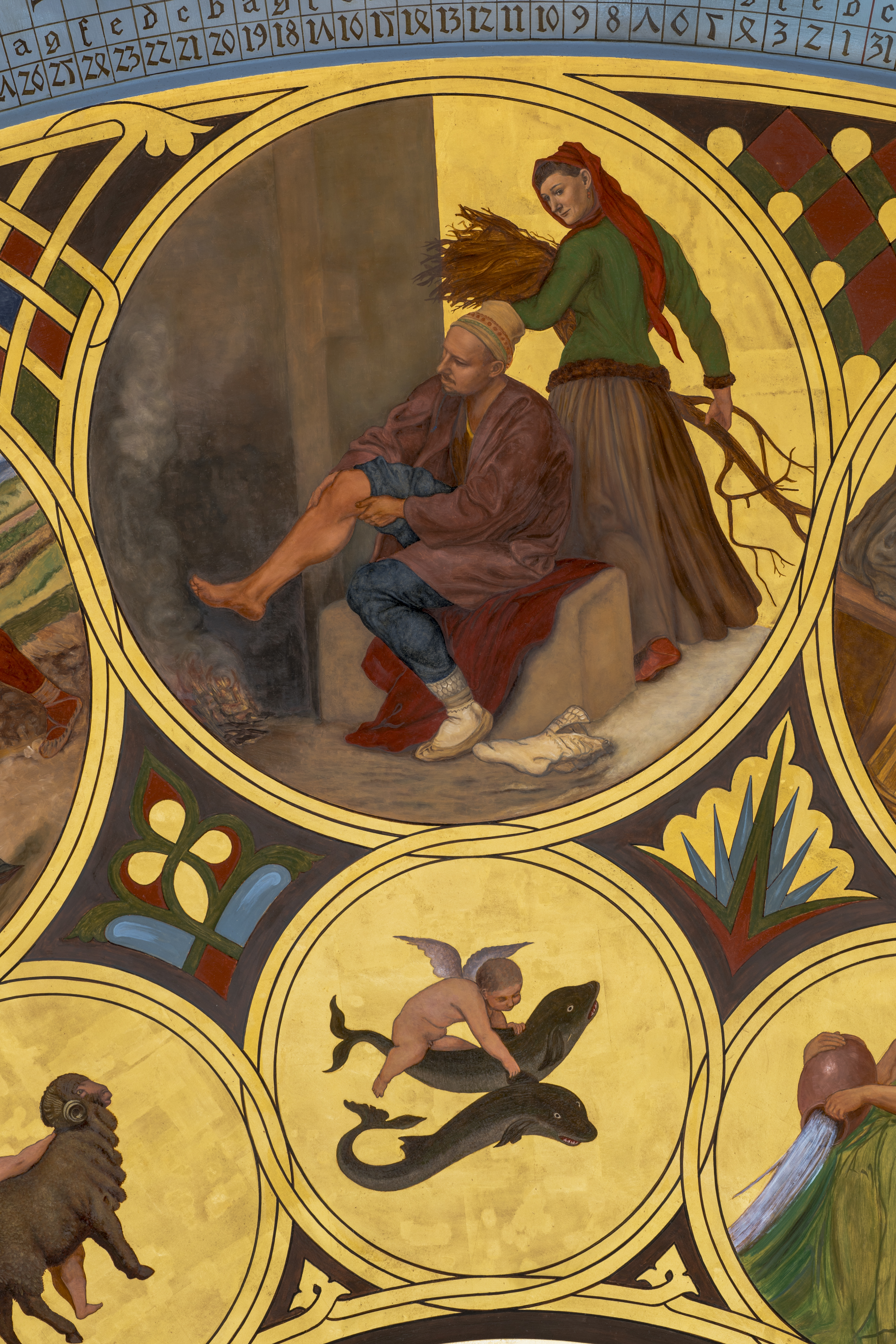
Výjev Února na Jirčíkovy kopii (u ženy šátek částečně odhaluje obličej, který údajně připomíná spisovatelku Kateřinu Tučkovou, pozměněna byla i tvář muže)

Některé tváře mohou zřejmě zobrazovat Jirčíkovy přátele, např. političku Barboru Antonovou nebo spisovatelku Kateřinu Tučkovou. Tučková tuto skutečnost považuje za „megavtipnou aktualizaci cimrmanovských rozměrů, která bude (bohdá) bavit četné následující generace“.
Na nerespektování Mánesova originálu upozornil člen Klubu Za starou Prahu Milan Patka, který v této věci podal stížnost na ministerstvo kultury. „Od kopírování kalendária jsem očekával poctivý přístup,“ uvedl Patka. Stížností se bude zabývat Památková inspekce ministerstva.
Odchýlení od originálu vzbudila i širší veřejnou diskusi. Podle historiků a restaurátorů oslovených Deníkem N jde o dehonestaci malířství. Restaurátor Radomil Klouza oslovený Aktuálně.cz se domníval, že Jirčík je „dokonalým příkladem ignoranta“, který porušil restaurátorskou etiku a nadále ho nemůže považovat za „kolegu“. Smířlivěji na problém nahlížel kunsthistorik Vít Vlnas, připustil že řemeslná kopie by se neměla takto odlišit od kopírovaného díla (a zadavatel díla tedy neměl tyto změny Jirčíkovi akceptovat), nicméně o významu odchylek svědčí, že problém byl odhalen až čtyři roky po osazení hotového díla (ačkoliv se jedná o velmi sledované dílo). „I debata, která z toho vzešla, vypráví mnoho o nás samotných. Nemusíme vše brát takto rigidně.“
V roce 2023 se město dohodlo se zhotovitelem rekonstrukce Orloje, firmou Subterra, že bude dodána a na Orloj osazena nová deska s malbou (Jirčíkova deska tedy bude zachována). Náklady ponese společně město a Subterra. Prahu oprava orloje stála asi 10 milionů korun. Kolik stála vlastní Jirčíkova kopie z roku 2018 není známo, podle dohody Prahy a Subterry město v letech 2023 a 2024 zaplatí 200 000 a milion korun.